# Passante ferroviario di Genova
Il passante ferroviario di Genova, anche chiamato nodo ferroviario di Genova, è un complesso di collegamenti tra le linee ferroviarie afferenti al nodo di Genova che collega le diverse stazioni dell'area metropolitana della città.
A causa della particolare configurazione della città di Genova le linee ferroviarie potenziano in modo rilevante il servizio di trasporto urbano della città, che si estende come una sottile striscia lungo il mare per oltre 30 km e lungo i due torrenti principali, Polcevera e Bisagno.

## Storia
La costruzione del primo passante è del 1872 quando con l'apertura della Galleria Traversata venne realizzato il collegamento diretto della stazione di Genova Piazza Principe, terminale della ferrovia Torino-Genova dal febbraio del 1854, con la stazione di Genova Brignole. Quest'ultima, dal 23 novembre del 1868 con l'inaugurazione della tratta di 36 chilometri tra Genova e Chiavari seguita dal prolungamento su Sestri Levante dal 25 aprile 1870, era fino ad allora la stazione capotronco terminale della linea da Pisa.
L'apertura della galleria Traversata rappresentò il primo passante che univa le linee per Ventimiglia e per Torino, che prima terminavano a Genova Principe, con quella per Pisa che prima terminava a Genova Brignole. Inizialmente, la galleria Traversata era costituita da una sola galleria a doppio binario, ma essa in pochi anni divenne insufficiente a sostenere il sempre più intenso traffico passante tra Principe e Brignole. Per questo motivo nel periodo tra le due guerre vennero compiuti imponenti lavori di aggiornamento che comportarono il raddoppio della linea Traversata con lo scavo di una seconda galleria parallela alla precedente (e incrociantesi con questa in una galleria intermedia di scambio). Ciò richiese anche lo sbancamento della collina a monte oltre Principe per recuperare altri binari alla stazione. Contestualmente, anche la ferrovia tra Principe e Sampierdarena venne quadruplicata (con lo scavo di un'ampia galleria ad ovest di Principe) e il traffico da e per Milano e Torino venne snellito con l'apertura, nel 1962, della galleria di bypass che collega direttamente Principe con la linea Succursale dei Giovi (galleria Granarolo), evitando il passaggio obbligato da Sampierdarena.
A partire dagli anni ottanta del XX secolo il traffico ferroviario del nodo di Genova ha iniziato a mostrare di avere raggiunto i limiti di criticità con il transito di oltre 200 treni giornalieri tra le stazioni di Genova Brignole e Genova Sampierdarena. I progetti approntati hanno portato all'apertura dei cantieri, alla fine dell'anno 1987, per la realizzazione di una nuova linea in gran parte in galleria e in parte riutilizzando la vecchia linea merci da Sampierdarena per Santa Limbania e Genova Brignole, realizzando così un quadruplicamento funzionale tra le due stazioni estreme con una nuova fermata sotterranea denominata Genova Piazza Principe Sotterranea. Il passante è stato attivato con l'entrata in vigore dell'orario estivo FS del 1993. Le opere realizzate sono state l'adeguamento dell'esistente Galleria San Tommaso e la costruzione della nuova Galleria Cristoforo Colombo di 1050 m. Il nuovo itinerario ha consentito l'instradamento del traffico ferroviario locale proveniente dalla Riviera di Levante per la Riviera di Ponente e viceversa evitando la stazione di Genova Piazza Principe e utilizzando la nuova fermata in sotterraneo. Questa permette un agevole interscambio tra il traffico portuale da diporto, la metropolitana di Genova e le linee di trasporto su strada.
Nel 2019, i lavori relativi al nodo ferroviario di Genova sono stati accorpati ai lavori della ferrovia ad alta velocità ferroviaria Genova-Tortona, conosciuta come terzo valico.

### Interventi previsti
Sono in corso importanti lavori di potenziamento del Nodo di Genova:
- quadruplicamento dei binari tra Genova Voltri e Genova Piazza Principe (prolungamento della bretella di Voltri-Borzoli fino a Sampierdarena mediante il completamento della galleria Polcevera);
- sestuplicamento dei binari tra Genova Piazza Principe e Genova Brignole (prolungamento delle gallerie San Tomaso e Colombo fino a Brignole attraverso il riutilizzo di un tratto della galleria delle Grazie Bassa attualmente fuori esercizio);
- upgrade tecnologico con attivazione del nuovo ACCM Voltri-Sampierdarena-Brignole;
- completamento della variante di tracciato fra Voltri e Prà e realizzazione di una nuova fermata a Palmaro;
- adeguamento della stazione di Genova Brignole per il prolungamento del servizio metropolitano da Genova Piazza Principe fino alla nuova fermata di Genova Terralba.

Questi lavori, dal costo di 670 mln di € e il cui completamento è previsto per il 2024, s'inseriscono nel più ampio progetto av/ac chiamato Terzo valico dei Giovi, inquadrato come parte del potenziamento di ambito europeo della direttrice Genova-Rotterdam.

## Caratteristiche
| Continuation backward | Unknown route-map component "d" |  |

| Unknown route-map component "eHST" | Unknown route-map component "d" |  |

| Station on track | Unknown route-map component "d" |  |

| Unknown route-map component "eHST" | Unknown route-map component "d" |  |

| Unknown route-map component "HSTeBHF" | Unknown route-map component "d" |  |

| Unknown route-map component "eHST" | Unknown route-map component "d" |  |

| Unknown route-map component "eHST" | Unknown route-map component "d" |  |

| Station on track | Unknown route-map component "d" |  |

| Stop on track | Unknown route-map component "d" |  |

| Enter and exit tunnel | Unknown route-map component "d" |  |

| Unknown route-map component "d" | Unknown route-map component "dENDEa" | Unknown route-map component "exdKBHFa" | Unknown route-map component "dSTR" |  |  |  |

| Unknown route-map component "d" | Unknown route-map component "dSHI2gl" | Unknown route-map component "xdSHI2g+lr" | Unknown route-map component "dSHI2gr" |  |  |  |

| Unknown route-map component "d" | Unknown route-map component "dSHI2g+l" | Unknown route-map component "xdSHI2glr" | Unknown route-map component "dSHI2g+r" |  |  |  |

| Unknown route-map component "exCONTgq" | Unknown route-map component "veABZgr-exSTR" | Unknown route-map component "vSHI2gl-" | Unknown route-map component "d" | Unknown route-map component "d" |  |  |

| Unknown route-map component "dKDSTe" | Unknown route-map component "exdSTR" | Unknown route-map component "dSTR" | Unknown route-map component "dSTR" | Unknown route-map component "d" | Unknown route-map component "d" |  |

| Unknown route-map component "exdBHF-L" | Unknown route-map component "dBHF-M" | Unknown route-map component "dBHF-R" | Unknown route-map component "d" |  |

| Unknown route-map component "extdSTRc2" | Unknown route-map component "extdSTR3a" | Unknown route-map component "tvSTRa" |  |  |

| Unknown route-map component "extSTR+1" | Unknown route-map component "tSHI1+l" + Unknown route-map component "extdSTRc4" | Unknown route-map component "tSHI1+r" |  |  |

| Unknown route-map component "extABZgl" | Unknown route-map component "etKRZto" | Unknown route-map component "etKRZto" | Unknown route-map component "extSTR+r" |  |

| Unknown route-map component "xtKRWg+l" | Unknown route-map component "tKRWgr" | Unknown route-map component "tKRWgl" | Unknown route-map component "xtKRWg+r" |  |

| Unknown route-map component "tSTR" | Unknown route-map component "tSTR" | Unknown route-map component "tSTR" | Unknown route-map component "tSTR" |  |

| Unknown route-map component "tSTRl" | Unknown route-map component "tKRZto" | Unknown route-map component "tKRZto" | Unknown route-map component "tABZql" | Unknown route-map component "tSTR+r" |

|  | Unknown route-map component "tSTRe-l" | Unknown route-map component "tSTRe-r" |  | Unknown route-map component "tSHST" |

|  | Unknown route-map component "BHF-L" | Unknown route-map component "BHF-M" | Unknown route-map component "exKBHFa-R" | Unknown route-map component "tSTR" |

|  | Unknown route-map component "tSTRa-l" | Unknown route-map component "tSTRa-r" | Unknown route-map component "exSTR" | Unknown route-map component "tSTR" |

|  | Unknown route-map component "tSTRe-l" | Unknown route-map component "tSTRe-r" | Unknown route-map component "ENDExa" | Unknown route-map component "tSTRe" |

|  | Unknown route-map component "tSTRa" | Unknown route-map component "KRWl" | Unknown route-map component "KRWg+r" | Non-passenger station/depot on track |

|  | Unknown route-map component "tSTR" |  | Enter and exit tunnel | Enter and exit tunnel |

| Unknown route-map component "tKRW+l" | Unknown route-map component "tKRWgr" |  | Straight track | Unknown route-map component "SHST" |

| Unknown route-map component "tCONTf" | Unknown route-map component "tSTRe" |  | Unknown route-map component "KRWgl" | Unknown route-map component "KRWg+r" |

|  | Straight track | Non-passenger head station | Unknown route-map component "BHF-L" | Unknown route-map component "SBHF-R" |

| Unknown route-map component "CONTgq" | Station on transverse track | Unknown route-map component "KRZo" | Unknown route-map component "KRZo" | Unknown route-map component "KRZr+l" | Unknown route-map component "tSTRa@gq" + Straight track | Unknown route-map component "tCONTfq" |

| Unknown route-map component "CONTgq" | Non-passenger station/depot on transverse track | Unknown route-map component "ABZqr" | Unknown route-map component "ABZqr" | Unknown route-map component "ABZgr" | Straight track |  |

| Unknown route-map component "extSTR+l" | Unknown route-map component "extSTRq" | Unknown route-map component "extSTRe@fq" | Unknown route-map component "eABZgr" | Straight track |

| Unknown route-map component "xtABZg+l" | Unknown route-map component "ABZ+lr" + Unknown route-map component "PORTALr" | Station on transverse track | One way rightward | Unknown route-map component "eHST" |

| Unknown route-map component "tSTR" | Straight track |  |  | Unknown route-map component "SHST" |

| Unknown route-map component "tSTR" | Straight track |  |  | Unknown route-map component "SBHF" |

| Unknown route-map component "tSTR" | Straight track |  |  | Station on track |

| Unknown route-map component "tSTR" | Straight track | Unknown route-map component "STR+l" | Transverse track | Unknown route-map component "ABZgr" |

| Unknown route-map component "tSTRl" | Unknown route-map component "tSTRe@fq" + Straight track | Unknown route-map component "KRZu" | Unknown route-map component "STR+r" | Straight track |

|  | Straight track | Unknown route-map component "HST-L" | Unknown route-map component "HST-Mo" | Unknown route-map component "HST-R" |

|  | Straight track | Unknown route-map component "KRWgl" | Unknown route-map component "KRWg+lr" | Unknown route-map component "KRWr" |

| Unknown route-map component "CONTgq" | One way rightward | Straight track | Non-passenger station/depot on track |  |

|  | Unknown route-map component "ABZg2" | Unknown route-map component "ABZg3" |

|  | Unknown route-map component "ABZg+1" | Unknown route-map component "ABZg+4" |

|  | Unknown route-map component "BHF-L" | Unknown route-map component "KBHFe-R" |

| Unknown route-map component "HSTeBHF" |

| Continuation forward |